# 希爾德布蘭特之歌
中世纪头韵体诗歌《希尔德布兰特之歌》（Hildebrandslied）是现存最古老的日耳曼英雄诗歌，但只留下残篇68行，公元810年左右由富尔达修道院的修士记录。